# Apseudes talpa
Apseudes talpa is een naaldkreeftjessoort uit de familie van de Apseudidae. De wetenschappelijke naam van de soort werd in 1808 voor het eerst geldig gepubliceerd door George Montagu.